# サン＝テティエンヌ＝ル＝ロウ
サン＝テティエンヌ＝ル＝ロウ （Saint-Étienne-le-Laus）は、フランス、プロヴァンス＝アルプ＝コート・ダジュール地域圏、オート＝アルプ県のコミューン。

## 地理
ギャップとは9.2km、ラ・バティ・ヌーヴとは5.7km離れている。
サン＝テティエンヌ＝ル＝ロウは、デュランス川の支流で暴れ川のアヴァンス川の周りにつくられた。谷は石膏からなっており、今も石膏の採石場がある。
ノートルダム・デュ・ロウ集落は、行政上サン＝テティエンヌ＝ル＝ロウに属している。

## 由来
Lausという言葉は、ラテン語で湖をlacusというように、プロヴァンサル・アルパン語で湖を意味する。またLes Sept Lauxという名があるように、lauxという形態も見つけられる。この名称は、7箇所の高山性の湖がある集落を指している。
サン＝テティエンヌ＝ル＝ロウは、肥沃な谷の中にある。かつて湖だったところは今は干上がっている。
サン＝テティエンヌ＝ル＝ロウはかつて、アヴァンソン男爵領に属していたことを想起させる名、サン＝テティエンヌ・ダヴァンソン（Saint-Étienne d'Avançon）と呼ばれていた。1664年から1718年までの間に起きた出来事を記憶にとどめるため、1914年に現在のコミューン名に変更された。

## 歴史

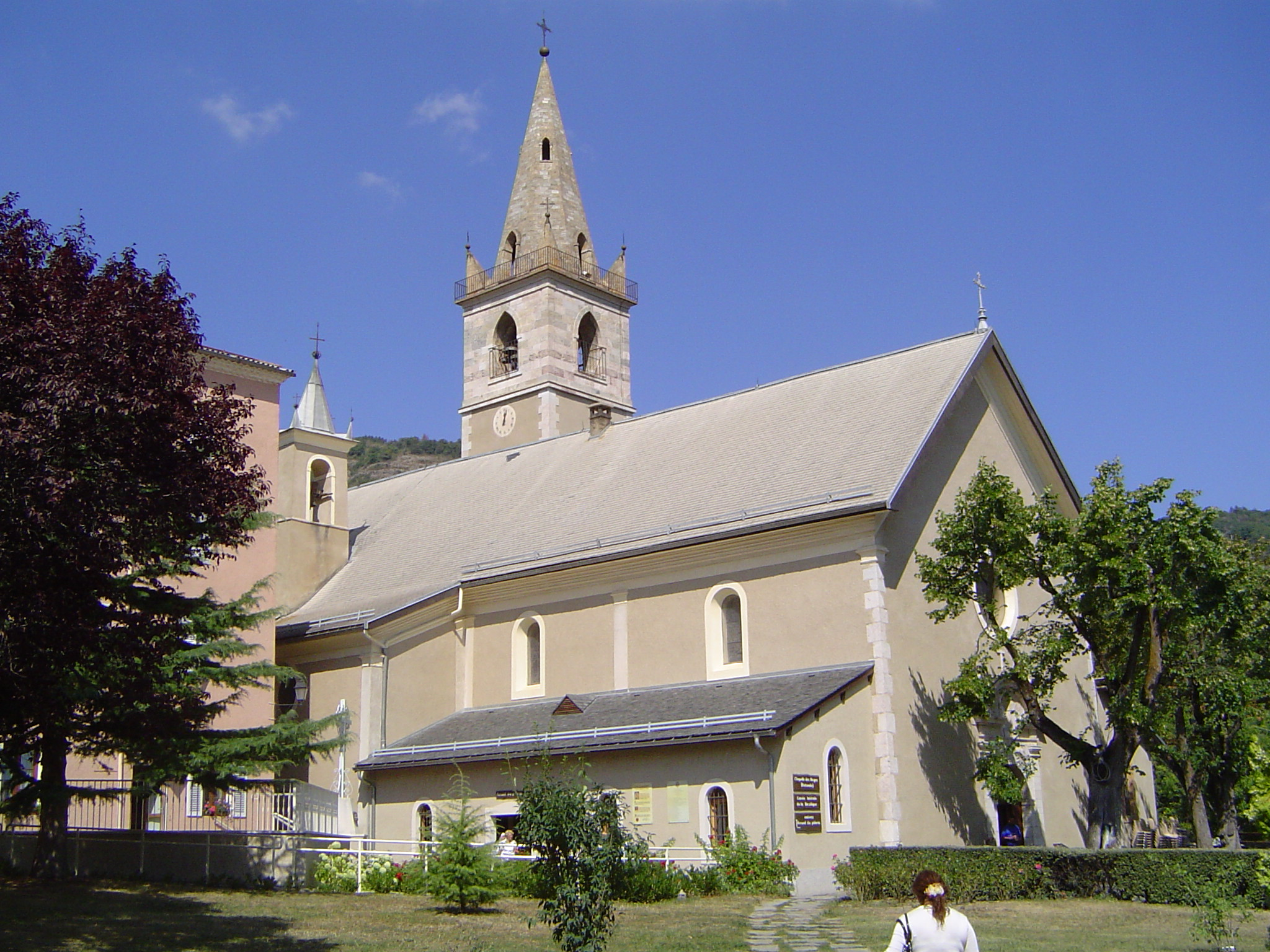
ノートルダム・デュ・ロウのバシリカ

殉教者聖エティエンヌに捧げられた教区は、この名前で13世紀に存在していた。
1380年頃、サン＝エティエンヌ・ダヴァンソンには、20フローリンと報告されている小修道院があった。1516年までそれは司祭館であり、主任司祭は主任司祭修道士の称号を持っていた。司教は共同の主任司祭で、ボスコドンの修道院長や主任司祭修道士とともに十分の一税を共有していた。
1664年、羊飼いのブノワット・ランキュレルは、聖母の出現を見、聖母と対話した。聖母は彼女に、ロウ集落に私の名誉を称える教会を建てなさいと命じた。その場所には既に1640年に小さな礼拝堂が建っており、ノートルダム・ド・ボン・ランコントルという名であった。アンブラン司教ジョルジュ・ドビュッソン・ド・ラ・フイヤードは、1668年にこの教会の建設を始めた。彼はイエズス会をこの地に招き修道院を建てた。彼の後継者、シャルル・ブリュラール・ド・ジャンリスは、教会を完成させ、1712年にノートルダム・ド・サント・ギャルド宣教師会の管理下においた。この地が人気の巡礼地になるのは非常に早かった。

## 人口統計
| 1962年 | 1968年 | 1975年 | 1982年 | 1990年 | 1999年 | 2006年 | 2012年 |
| ------ | ------ | ------ | ------ | ------ | ------ | ------ | ------ |
| 155    | 153    | 157    | 149    | 177    | 215    | 276    | 306    |

source=1999年までLdh/EHESS/Cassini、2004年以降INSEE